# 인터브랜드
인터브랜드(Interbrand)는 1974년에 설립된 세계 최대 규모의 브랜드 컨설팅 회사로, 현재 뉴욕에 본사를 두고 있다. 전 세계 17개국에 24개의 오피스, 1200명의 컨설턴트를 두고 있다. 전 세계 브랜드들의 글로벌 브랜드 가치를 조사하고 브랜드 컨설팅을 수행하는 기업이다.
인터브랜드는 비즈니스 성장을 위한 환경 분석, 정교한 브랜드 전략 수립, 세계적 수준의 버벌 브랜딩과 디자인, 그리고 차별화된 브랜드 경험 구현을 통해 브랜드 가치 창조 및 관리에 기여하고 있다. 특히 지난 43여 년 동안 Microsoft, BMW, P&G, Google, Samsung 등 세계적인 기업의 브랜드 컨설팅을 제공해 왔다.
인터브랜드 뉴욕에서는 17년간 세계적으로 가장 가치 있는 브랜드를 선정하는 ‘베스트 글로벌 브랜드(Best Global Brands)’를 발표해왔고, 이는 세계적으로 가장 영향력 높은 랭킹 가운데 하나이다. 자사가 직접 관리하는 채널인 Brandchannel을 통해서는 인터브랜드의 인사이트와 브랜드 최신 트렌드를 공유하고 있다.
2016년부터는 '인터브랜드 신흥 혁신 브랜드 (Interbrand Breakthrough Brands)' 리포트를 발표하고 있다. 뉴욕 증권거래소(NYSE, New York Stock Exchange), 레디셋로켓(Ready Set Rocket), 페이스북(Facebook)과 인터브랜드가 제휴하여 매년 발간하고 있으며, 산업의 발전을 선도하고 무한한 성장 잠재력을 지닌 다음 세대의 혁신 브랜드를 선정하는 리포트이다.
인터브랜드 한국 법인은 1994년에 설립되어 현재는 60여 명의 브랜드 전문가들이 활동하고 있으며, 글로벌 네트워크와 풍부한 경험을 토대로 인터브랜드만이 제공할 수 있는 전문적이고 독창적인 방법론과 다양한 프로그램을 활용함으로써 최적의 브랜드 컨설팅 서비스를 제공하고 있다. 이는 삼성, LG, 현대자동차, 기아자동차, 삼성생명, 아모레퍼시픽 등 국내 굴지 기업들의 성공적인 브랜딩 활동과 글로벌 확장으로 검증되고 있다. 2013년부터는 국내 대표 브랜드들의 브랜드 가치를 평가하여 순위를 발표하는 ‘베스트 코리아 브랜드(Best Korea Brands)’를 진행 하여 국내 기업들의 브랜드 가치 극대화는 물론 비즈니스 성장에도 기여하고 있다. https://web.archive.org/web/20170605000958/http://interbrand.com/kr/

## 인터브랜드가 지정한 글로벌 100대 브랜드
| 순위 | 브랜드명                 | 국적       | 브랜드 가치 | 전년 대비 가치 증감률 |
| ---- | ------------------------ | ---------- | ----------- | --------------------- |
| 1    | 애플                     | 미국       | 502,680     | +4%                   |
| 2    | 마이크로소프트           | 미국       | 316,659     | +14%                  |
| 3    | 아마존                   | 미국       | 276,929     | +1%                   |
| 4    | 구글                     | 미국       | 260,260     | +3%                   |
| 5    | 삼성                     | 대한민국   | 91,407      | +4%                   |
| 6    | 토요타 자동차            | 일본       | 64,504      | +8%                   |
| 7    | 메르세데스-벤츠          | 독일       | 61,414      | +9%                   |
| 8    | 코카콜라                 | 미국       | 58,046      | +1%                   |
| 9    | 나이키                   | 미국       | 53,773      | +7%                   |
| 10   | BMW                      | 독일       | 51,157      | +10%                  |
| 11   | 맥도날드                 | 미국       | 50,999      | +5%                   |
| 12   | 테슬라                   | 미국       | 49,937      | +4%                   |
| 13   | 디즈니                   | 미국       | 48,258      | -4%                   |
| 14   | 루이비통                 | 프랑스     | 46,543      | +5%                   |
| 15   | 시스코                   | 미국       | 43,345      | +5%                   |
| 16   | 인스타그램               | 미국       | 39,342      | +8%                   |
| 17   | 어도비                   | 미국       | 34,991      | +14%                  |
| 18   | IBM                      | 미국       | 34,921      | +2%                   |
| 19   | 오라클                   | 미국       | 34,622      | 신규                  |
| 20   | SAP                      | 독일       | 33,078      | +5%                   |
| 21   | 페이스북                 | 미국       | 31,625      | -8%                   |
| 22   | 샤넬                     | 프랑스     | 31,007      | +6%                   |
| 23   | 에르메스                 | 프랑스     | 30,190      | +10%                  |
| 24   | 인텔                     | 미국       | 28,298      | -14%                  |
| 25   | 유튜브                   | 미국       | 26,039      | +7%                   |
| 26   | JP모건 체이스            | 미국       | 25,876      | 6%                    |
| 27   | 혼다                     | 일본       | 24,412      | +7%                   |
| 28   | 아메리칸 익스프레스      | 미국       | 24,093      | +9%                   |
| 29   | 이케아                   | 스웨덴     | 22,942      | +5%                   |
| 30   | 액센츄어                 | 미국       | 21,320      | +4%                   |
| 31   | 알리안츠                 | 독일       | 20,850      | +12%                  |
| 32   | 현대자동차               | 대한민국   | 20,412      | +18%                  |
| 33   | UPS                      | 미국       | 20,374      | -4%                   |
| 34   | 구찌                     | 이탈리아   | 19,969      | -2%                   |
| 35   | 펩시                     | 미국       | 19,767      | +1%                   |
| 36   | 소니                     | 일본       | 19,065      | +12%                  |
| 37   | 비자                     | 미국       | 18,611      | +8%                   |
| 38   | 세일즈포스               | 미국       | 18,317      | +6%                   |
| 39   | 넷플릭스                 | 미국       | 17,916      | +9%                   |
| 40   | 페이팔                   | 미국       | 17,794      | +4%                   |
| 41   | 마스터카드               | 미국       | 17,133      | +6%                   |
| 42   | 아디다스                 | 독일       | 16,568      | +4%                   |
| 43   | 자라                     | 스페인     | 16,502      | +10%                  |
| 44   | AXA                      | 프랑스     | 16,401      | +4%                   |
| 45   | 아우디                   | 독일       | 16,352      | +9%                   |
| 46   | 에어비엔비               | 미국       | 16,344      | +22%                  |
| 47   | 포르쉐                   | 독일       | 16,215      | +20%                  |
| 48   | 스타벅스                 | 미국       | 15,409      | +10%                  |
| 49   | 제너럴 일렉트릭          | 미국       | 15,303      | +7%                   |
| 50   | 폭스바겐                 | 독일       | 15,140      | +2%                   |
| 51   | 포드                     | 미국       | 14,867      | +3%                   |
| 52   | 네스카페                 | 스위스     | 14,818      | -2%                   |
| 53   | 지멘스                   | 독일       | 14,588      | +9%                   |
| 54   | 골드만삭스               | 미국       | 14,215      | -2%                   |
| 55   | 팸퍼스                   | 미국       | 13,771      | -0%                   |
| 56   | H&M                      | 스웨덴     | 13,649      | +5%                   |
| 57   | 로레알                   | 프랑스     | 13,638      | +6%                   |
| 58   | 씨티                     | 미국       | 13,624      | +5%                   |
| 59   | 레고                     | 덴마크     | 13,069      | +10%                  |
| 60   | 레드불                   | 오스트리아 | 12,986      | +12%                  |
| 61   | 버드와이저               | 미국       | 12,984      | -16%                  |
| 62   | 이베이                   | 미국       | 12,745      | -0%                   |
| 63   | 닛산 자동차              | 일본       | 12,676      | +4%                   |
| 64   | 휴렛 팩커드              | 미국       | 11,841      | -0%                   |
| 65   | HSBC                     | 영국       | 11,734      | +4%                   |
| 66   | 모건 스탠리              | 미국       | 11,372      | +3%                   |
| 67   | 네슬레                   | 스위스     | 11,369      | +4%                   |
| 68   | 필립스                   | 네덜란드   | 11,208      | -12%                  |
| 69   | 스포티파이               | 스웨덴     | 11,114      | +8%                   |
| 70   | 페라리                   | 이탈리아   | 10,830      | +16%                  |
| 71   | 닌텐도                   | 일본       | 10,498      | -2%                   |
| 72   | 질레트                   | 미국       | 10,444      | +2%                   |
| 73   | 콜게이트                 | 미국       | 10,433      | 3%                    |
| 74   | 까르띠에                 | 프랑스     | 9,868       | +4%                   |
| 75   | 3M                       | 미국       | 9,791       | -7%                   |
| 76   | 디올                     | 프랑스     | 9,665       | +8%                   |
| 77   | 산탄데르 은행            | 스페인     | 9,609       | +7%                   |
| 78   | 다논                     | 프랑스     | 9,152       | -4%                   |
| 79   | 켈로그                   | 미국       | 8,861       | +1%                   |
| 80   | 링크드인                 | 미국       | 8,595       | +13%                  |
| 81   | 코로나                   | 멕시코     | 8,082       | +4%                   |
| 82   | 페덱스                   | 미국       | 8,067       | -1%                   |
| 83   | 캐터필러                 | 미국       | 8,065       | +9%                   |
| 84   | DHL                      | 독일       | 7,706       | +3%                   |
| 85   | 잭 대니얼스              | 미국       | 7,595       | +6%                   |
| 86   | 프라다                   | 이탈리아   | 7,321       | +12%                  |
| 87   | 샤오미                   | 중국       | 7,266       | -1%                   |
| 88   | 기아                     | 대한민국   | 7,059       | +7%                   |
| 89   | 티파니                   | 미국       | 7,031       | +7%                   |
| 90   | 파나소닉                 | 일본       | 6,699       | +6%                   |
| 91   | 휴렛 팩커드 엔터프라이즈 | 미국       | 6,642       | +2%                   |
| 92   | 화웨이                   | 중국       | 6,512       | -2%                   |
| 93   | 헤네시                   | 프랑스     | 6,447       | +9%                   |
| 94   | 버버리                   | 영국       | 6,445       | +9%                   |
| 95   | KFC                      | 미국       | 6,392       | +5%                   |
| 96   | 존슨앤드존슨             | 미국       | 6,387       | +4%                   |
| 97   | 세포라                   | 프랑스     | 6,329       | +15%                  |
| 98   | 네스프레소               | 스위스     | 6,168       | 신규                  |
| 99   | 하이네켄                 | 네덜란드   | 6,062       | +1%                   |
| 100  | 캐논                     | 일본       | 6,032       | +3%                   |